# Cocculus carolinus
Cocculus carolinus là một loài thực vật có hoa trong họ Biển bức cát. Loài này được (L.) DC. mô tả khoa học đầu tiên năm 1818.

## Hình ảnh

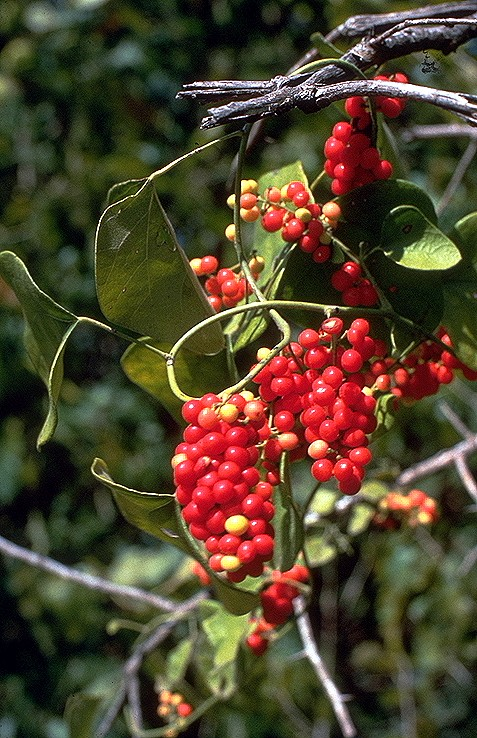
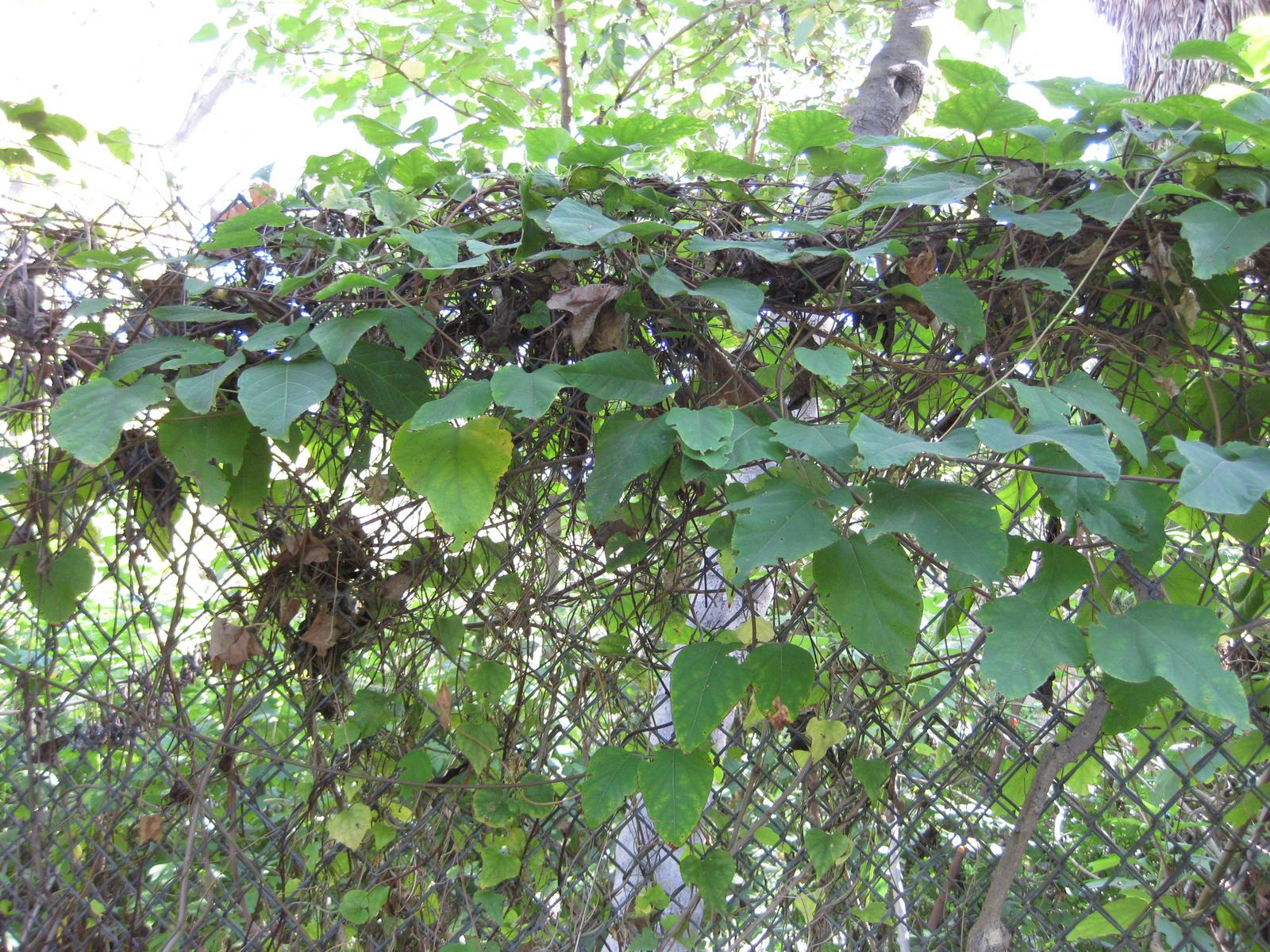
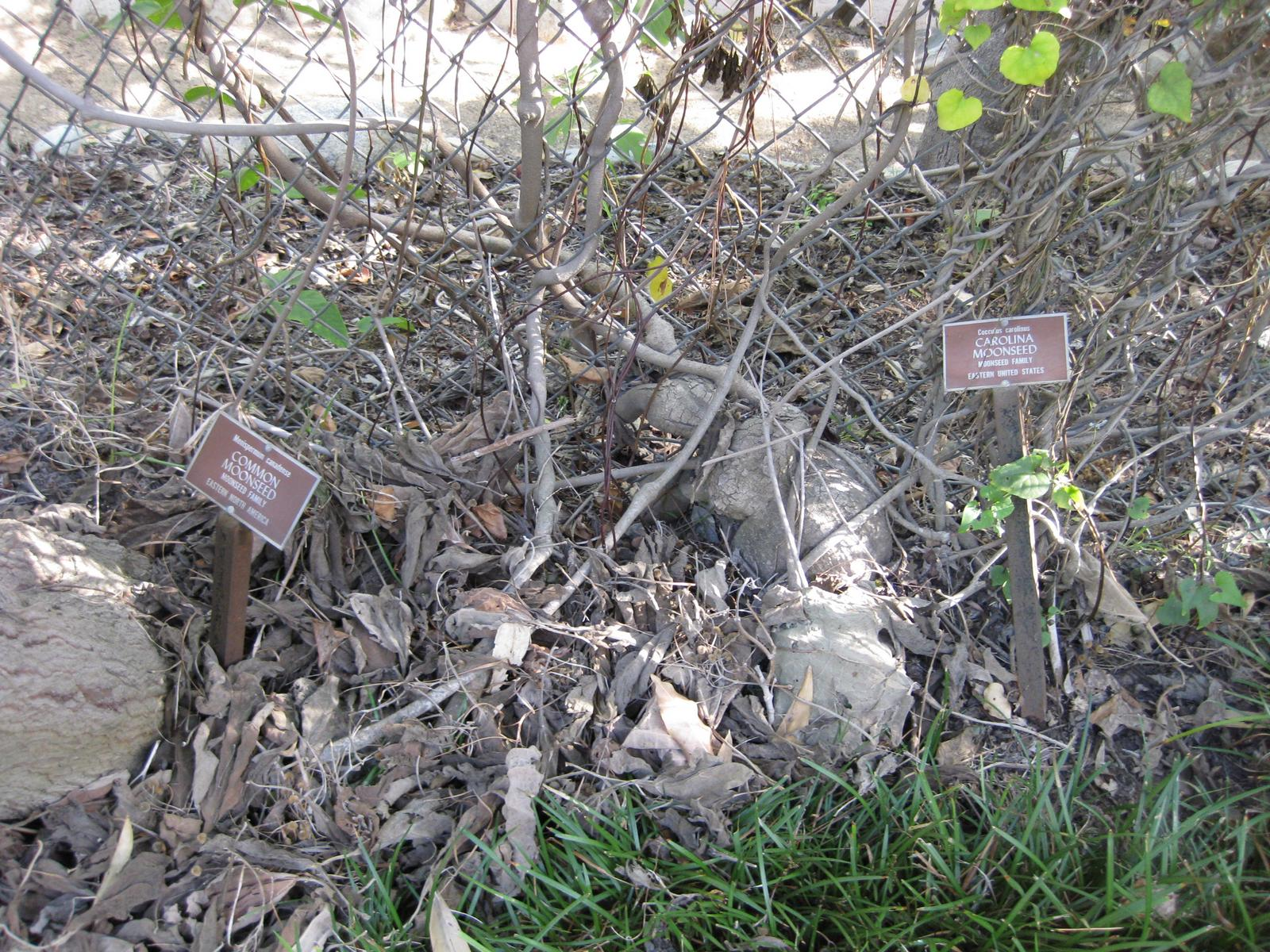